# Perilampidae

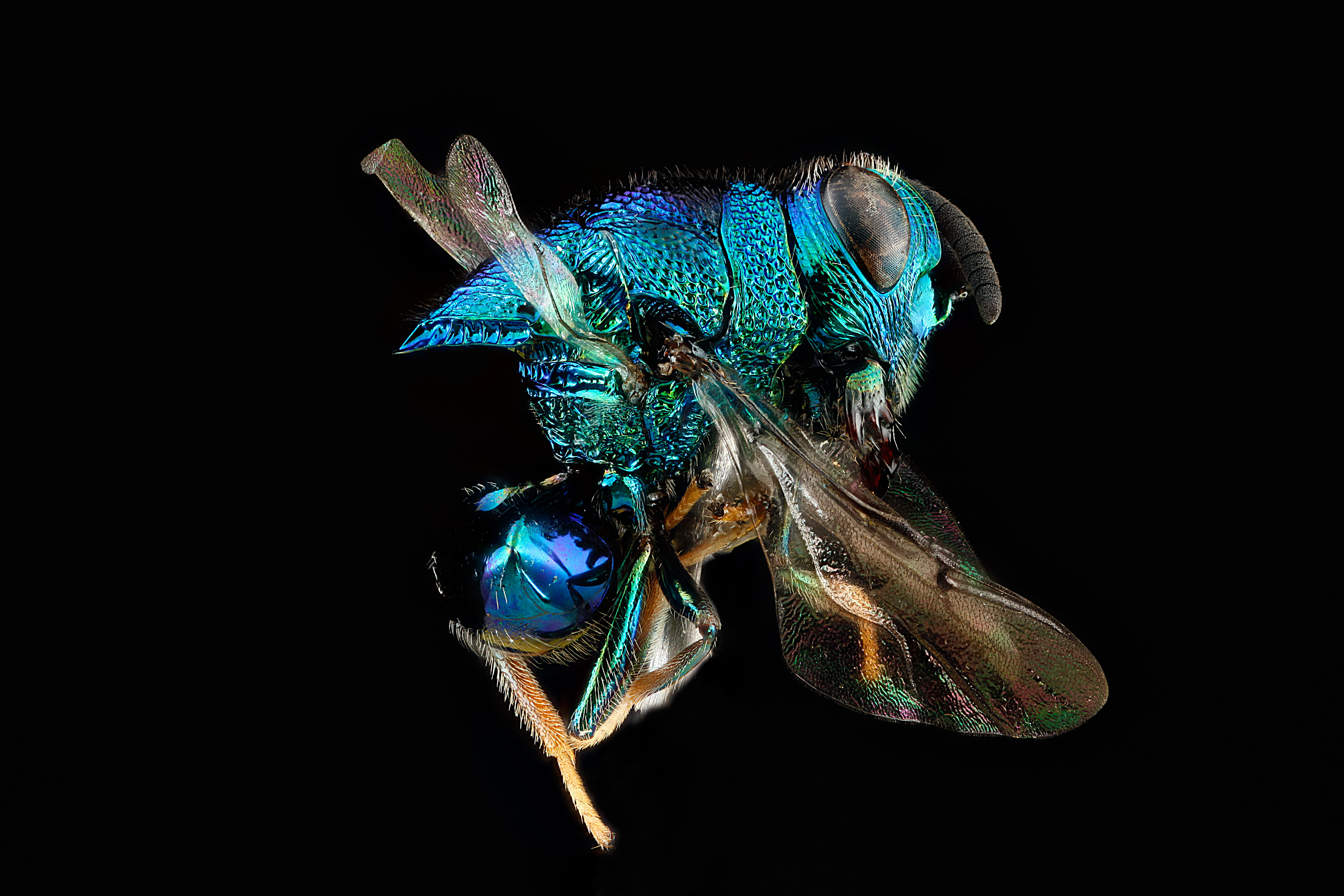
Euperilampus triangularis

Perilampidae es una pequeña familia dentro de Chalcidoidea, compuesta principalmente de hiperparasitoides. La familia está muy emparentada con la familia Eucharitidae. Es posible que esta última haya evolucionado a partir de Perilampidae, en cuyo caso sería parafilética. Si ambas familias se unieran en el futuro, el nombre de Eucharitidae tendría precedencia. En el presente se considera que hay 15 géneros y alrededor de 270 especies distribuidas mundialmente.
A menudo son de colores metálicos brillantes (especialmente azul o verde), aunque algunos son negros. Tienen un mesosoma robusto y un metasoma pequeño y triangular (hinchado y bulboso en Philomidinae). Generalmente tienen un fuerte diseño escultural. El protórax es aplanado, con forma de disco; el labro multidigitado, un rasgo compartido con Eucharitidae. Miden de 1.3 a 5.5 mm.
Otro rasgo que Eucharitidae y Perilampidae comparten es que el primer estadio larval es un planidio con la función de encontrar a un huésped para parasitar. Es decir que tienen una metamorfosis compleja, llamada hipermetamorfosis. Las especies que son hiperparasitoides se entierran dentro del cuerpo del huésped secundario y buscan al endoparasitoide, que en unos casos es una mosca taquínida, Braconidae, o una avispa icneumónida y las atacan. Algunas especies son parasitoides de escarabajos taladradores de la madera (familias Anobiidae y Platypodidae) y más raramente de otros órdenes.

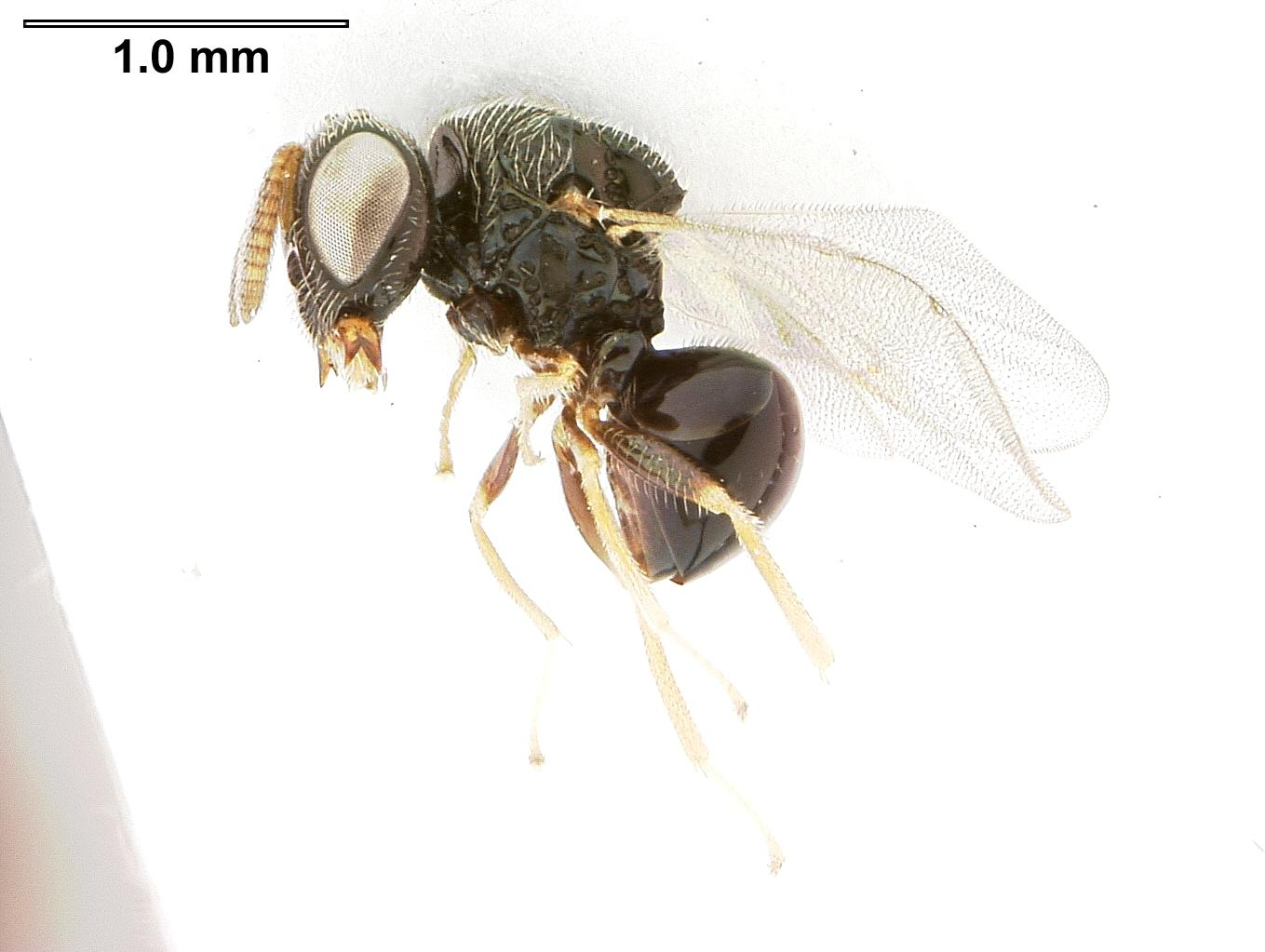
Perilampus

## Géneros
Hay 17 géneros en esta familia:
- Aperilampus Walker, 1871 c g
- Austrotoxeuma Girault, 1929 c g
- Brachyelatus Hoffer & Novicky, 1954 c g
- Burksilampus Boucek, 1978 c g
- Chrysolampus Spinola, 1811 c g
- Chrysomalla Forster, 1859 c g
- Elatomorpha Zerova, 1970 c g
- Euperilampus Walker, 1871 c g b
- JJambiya Heraty & Darling
- Krombeinius Boucek, 1978 c g
- Monacon Waterston, 1922 c g
- Parelatus Girault, 1916 c g
- Perilampus Latreille, 1809 i c g b

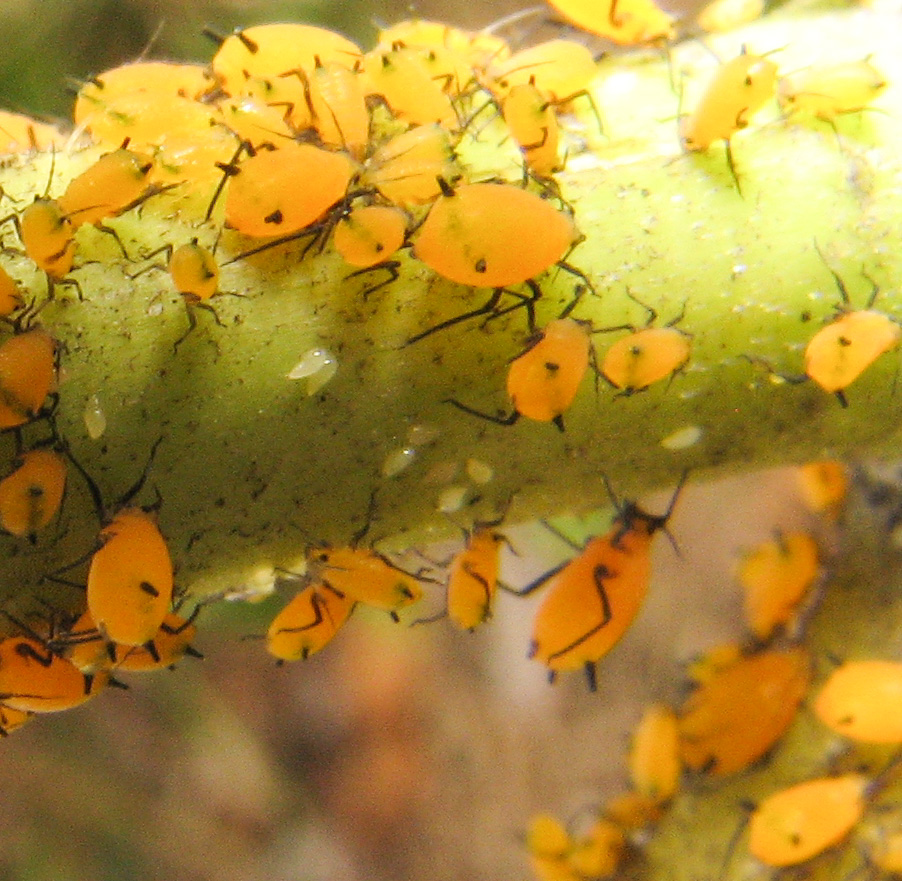
Larvas de Perilampidae rodeadas de Aphis nerii en Asclepias syriaca

- Philomides Haliday, 1862 c g
- Sericops Kriechbaumer, 1894 c g
- Sinoperilampites Hong, 2002 g
- Steffanolampus Peck, 1974 c g

Fuentes: i = ITIS, c = Catalogue of Life, g = GBIF b = Bugguide.net